# Saint-Michel-les-Portes
 Saint-Michel-les-Portes  es una población y comuna francesa, en la región de Ródano-Alpes, departamento de Isère, en el distrito de Grenoble y cantón de Clelles.

## Demografía
| 110 | 112 | 85 | 96 | 107 | 143 |
| Para los censos de 1962 a 1999 la población legal corresponde a la población sin duplicidades (Fuente: INSEE [Consultar]) |     |    |    |     |     |